# La Plaine-sur-Mer
La Plaine-sur-Mer è un comune francese di 3 860 abitanti situato nel dipartimento della Loira Atlantica nella regione dei Paesi della Loira.

## Società

### Evoluzione demografica
Abitanti censiti